# Prasophyllum diversiflorum
Prasophyllum diversiflorum är en orkidéart som beskrevs av William Henry Nicholls. Prasophyllum diversiflorum ingår i släktet Prasophyllum och familjen orkidéer. Inga underarter finns listade i Catalogue of Life.